# Mó lam

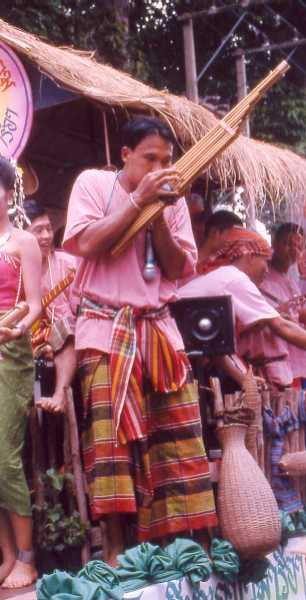
Nam nhạc công người Isan chơi khèn bè

Mó lam, Mó lăm Hoặc Mor lam (tiếng Thái: หมอลำ tiếng Lào: ໝໍລຳ) Là một hình thức âm nhạc Lào cổ đại của Lào và vùng Isản của Thái Lan Mó lam có nghĩa là "bài hát chuyên nghiệp" hoặc "ca sĩ chuyên nghiệp". Các tên tương đồng được Latin hóa bao gồm mor lum, maw lam, maw lum, moh lam, mhor lum, và molum trong lào âm nhạc được gọi đơn giản là lam (ລຳ); mor lam (ໝໍລຳ) đề cập đến ca sĩ

## Từ nguyên
Ở Lào, âm nhạc dân gian truyền thống được gọi là "lăm" (tiếng Lào: ລຳ; tiếng Thái: ลำ), cũng đọc là "lam" dùng để chỉ cả động từ và danh từ 'dance', và được sử dụng phổ biến ở các khu vực miền Trung và miền Nam của đất nước. Những người nói tiếng Lào bên kia sông ở Isan gọi âm nhạc là mó lam (tiếng Thái: หมอลำ), dùng để chỉ ca sĩ và phong cách âm nhạc, trong khi ở Lào, thuật ngữ tương đương (tiếng Lào: ໝໍ ລຳ), chỉ đề cập đến ca sĩ. Tiếng Lào (tiếng Lào: ໝໍ) và Isan là (tiếng Thái: หมอ, đều là "mó", đề cập cụ thể đến một 'chuyên gia', 'thầy cúng' hoặc 'bác sĩ'. Thuật ngữ Bắc Lào khắp. (tiếng Thái: ขับ;tiếng Lào: ຂັບ) là lối ngâm thơ hoặc hát theo lời thơ, có thể đệm đàn và múa, nhưng không được sử dụng ở Isan, nhưng có thể vẫn được sử dụng ở một số vùng nói tiếng Lào của Loei, Uttaradit và Phitsanulok vốn được định cư bởi những người gốc Bắc Lào. Tuy nhiên, khap được hiểu là một từ hiếm hơn để chỉ "hát" hoặc "bài hát" và dùng để chỉ các kiểu lam đặc biệt của miền Bắc. Các khu vực Bắc Lào gọi người chơi khèn giống như ở phần còn lại của Lào và Isan.
Trong tiếng Thái tiêu chuẩn, âm nhạc và ca sĩ, được áp dụng từ cách sử dụng của người Isan, còn được gọi là หมอลำ (mó lam); nhưng do sự khác biệt về âm sắc thường được phát âm là /mɔ̌ː làm/. Người ta cũng thường "sửa" hoặc "dịch" thuật ngữ Isan sang tiếng Thái chuẩn là หมอ รำ, mo ram /mɔ̌ː ram/, như tiếng Thái รำ (ram), được ghép từ tiếng Lào ລຳ và Isan ลำ và có cùng chung Ý nghĩa. Mặc dù tiếng Lào (ຂັບ) và Isản Thái Lan (ขับ) đều đọc như nhau là "khắp", nó chỉ dùng để chỉ động từ 'hát' trong tiếng Thái và là một từ cổ điển, thơ mộng và thường bị nhầm lẫn với từ đồng âm ขับ có nghĩa là 'lái xe' (một phương tiện), ' đuổi đi 'hoặc' trục xuất '. Do đó, các hình thức Bắc Lào hầu như không được biết đến trong các tham chiếu tiêu chuẩn của phương tiện truyền thông Thái Lan đối với âm nhạc dân gian Lào và Isan.

## Lịch sử
Mó lam ra đời tại vùng đất trung tâm của Lào và Isan, nơi nó vẫn là một loại hình nghệ thuật phổ biến. Mặc dù tiền thân của nó có lẽ nằm trong truyền thống âm nhạc của các bộ tộc Thái di cư xuống phía nam từ Trung Quốc và miền bắc Việt Nam, sự giao thoa nhiều với âm nhạc bản địa của khu vực cũng như sự du nhập của ảnh hưởng Trung Quốc, Môn-Khmer, Ấn Độ và Mã Lai, cũng đã có ảnh hưởng rõ rệt đến các điệu múa, nhạc cụ và giai điệu của mó lam.
Trong mình âm nhạc truyền thống của Lào, Terry Miller xác định năm yếu tố đó đã góp phần tạo ra các thể loại khác nhau của lam ở Isan: vạn vật hữu linh, Phật giáo, kể chuyện, nghi thức tán tỉnh và dân ca giao duyên nam nữ; chúng được minh họa bởi lam phi fa, an nangsue, lam phuen và lam gon (cho hai yếu tố cuối cùng) tương ứng. Trong số này, lam phi fa và lam phuen có lẽ là lâu đời nhất, trong khi nó là mó lam gon đó là tổ tiên chính của mó lam thực hiện ngày hôm nay.
Sau khi Xiêm La mở rộng ảnh hưởng của mình trên đất nước Lào vào thế kỷ 18 và 19, âm nhạc của Lào bắt đầu lan vào trái tim Thái Lan. Việc chuyển dân cưỡng bức từ Lào vào vùng Isan mới chiếm được và vùng bây giờ là miền Trung Thái Lan đã thúc đẩy nhanh chóng việc áp dụng mor lam. Ngay cả Vua Mongkut 's phó vua Pinklao trở nên say mê của nó. Nhưng vào năm 1857, sau cái chết của vị phó vương, Mongkut đã cấm các buổi biểu diễn công cộng, với lý do nó gây ra mối đe dọa đối với văn hóa Thái Lan và vai trò của nó trong việc gây ra hạn hán. Hiệu suất của mor lamsau đó là một vấn đề địa phương phần lớn, giới hạn trong các sự kiện như lễ hội ở Isan và Lào. Tuy nhiên, khi người Isan bắt đầu di cư khắp phần còn lại của đất nước, âm nhạc đã đi cùng họ. Đầu tiên chính mor lam hiệu suất của thế kỷ 20 tại Bangkok diễn ra tại Sân vận động Rajadamnern vào năm 1946. Thậm chí sau đó, số lượng lao động nhập cư từ Isan là khá nhỏ, và mor lam được ít chú ý bởi thế giới bên ngoài.
Trong những năm 1950 và 1960, ở cả Thái Lan và Lào đã có những nỗ lực nhằm chiếm đoạt xe lam cho các mục đích chính trị. Các USIS ở Thái Lan và cả hai bên trong Nội chiến Lào ("Secret War") tuyển mor lam ca sĩ để chèn tuyên truyền vào các buổi biểu diễn của họ, với hy vọng thuyết phục người dân nông thôn để hỗ trợ nguyên nhân của họ. Nỗ lực của Thái Lan đã không thành công, không tính đến thực tiễn của người biểu diễn và nhu cầu của khán giả, nhưng nó đã thành công hơn ở Lào. Những người Cộng sản chiến thắng tiếp tục duy trì một đoàn tuyên truyền ngay cả sau khi nắm chính quyền vào năm 1975.
Mó lam bắt đầu lan rộng ở Thái Lan vào cuối những năm 1970 và đầu những năm 1980, khi ngày càng nhiều người rời vùng nông thôn Isan để tìm việc làm. Các nghệ sĩ biểu diễn Mor lam bắt đầu xuất hiện trên truyền hình, do Banyen Rakgaen dẫn dắt, và âm nhạc nhanh chóng trở nên nổi tiếng trên toàn quốc. Nó vẫn là một liên kết quan trọng về nhà của những người Isan di cư ở thủ đô, nơi các câu lạc bộ mor lam và quán karaoke là nơi gặp gỡ của những người mới đến.
Mó lam đương đại rất khác so với những thế hệ trước. Không có thể loại Isan truyền thống nào được biểu diễn phổ biến ngày nay; thay vào đó, các ca sĩ biểu diễn các bài hát dài ba phút kết hợp các đoạn lam với luk thung [7] hoặc các đoạn theo phong cách pop, trong khi các nghệ sĩ hài biểu diễn tiểu phẩm giữa các khối bài hát. Biểu diễn hát Mor lam thường bao gồm các bản hòa tấu của các bài hát luk thung và lam, với các nhạc cụ điện là chủ đạo và đối đáp bawdy. Sing xuất phát từ từ tiếng Anh 'racing' (ám chỉ nguồn gốc âm nhạc giữa các anh em đi xe đạp của Isan; pai sing có nghĩa là 'đi đua xe máy').
Mó lam ở Lào vẫn bảo thủ hơn và các phong cách truyền thống vẫn được duy trì, nhưng việc tiếp xúc nhiều với truyền thông và văn hóa Thái Lan đã dẫn đến ảnh hưởng ngày càng tăng và việc áp dụng các phong cách Isan hiện đại và phổ biến hơn.

## Hình thức trình diễn
Theo truyền thống, các nghệ sĩ mó lam trẻ được dạy bởi các nghệ nhân thành danh, trả công cho họ bằng tiền hoặc hiện vật. Giảng dạy chú trọng học thuộc lời các câu hát; những văn bản này có thể được truyền miệng hoặc viết, nhưng chúng luôn đến từ một nguồn văn bản. Vì chỉ có nam giới mới được học hành, nên chỉ có nam giới mới là người viết các văn bản. Giáo dục âm nhạc chỉ bằng cách bắt chước. Người chơi khèn bè thường không được đào tạo chính thức, học những kiến thức cơ bản về cách chơi từ bạn bè hoặc người thân và sau đó lại dựa vào sự bắt chước. Với sự suy giảm của các thể loại truyền thống, hệ thống này đã không còn được sử dụng; sự nhấn mạnh vào khả năng ca hát (hoặc ngoại hình) nhiều hơn, trong khi lời của một bài hát hiện đại ngắn gọn không có thách thức cụ thể nào về khả năng ghi nhớ.
Địa vị xã hội của mor lam là không rõ ràng. Ngay cả ở vùng trung tâm Isan, Miller cũng ghi nhận sự phân chia rõ ràng giữa thái độ của người dân nông thôn và thành thị: người trước coi mó lam là "giảng dạy, người giải trí, lực lượng đạo đức và người gìn giữ truyền thống", trong khi người thứ hai, "coi thường các ca sĩ mó lum. lòng tự trọng, gọi họ là những kẻ xấu xa quê mùa, phản động và hạ họ xuống hạng thấp hơn vì họ kiếm tiền bằng cách ca hát và nhảy múa ".

## Phân loại
Có nhiều dạng mó lam. Không thể có danh sách chính xác vì chúng không loại trừ lẫn nhau, trong khi một số hình thức chỉ giới hạn ở các địa phương cụ thể hoặc có tên khác nhau ở các vùng khác nhau. Thông thường, sự phân loại là theo khu vực ở Lào và theo thể loại ở Isan, mặc dù cả hai phong cách đều phổ biến ở khu vực khác. Các hình thức truyền thống của Isan là quan trọng trong lịch sử, nhưng hiện nay hiếm khi được nghe đến:
- Lăm phi fa (tiếng Lào: ລຳຜີຟ້າ, tiếng Thái: ลำ ผีฟ้า, phát âm tiếng Lào: [lam pʰiː fa]) - một nghi lễ để chống đỡ các linh hồn trong trường hợp bị chiếm hữu. Về mặt âm nhạc, nó bắt nguồn từ lam tang yao; tuy nhiên, nó được biểu diễn không phải bởi các nhạc công được đào tạo mà bởi những người (thường là phụ nữ già), những người nghĩ rằng mình đã được chữa khỏi bằng nghi lễ.
- Mó lam con (ໝໍລຳກອນ, หมอลำ กลอน, IPA: mɔːlam kɔːn) - một "trận chiến" thanh nhạc giữa hai giới. Ở Lào, nó được gọi là lam tat. Các buổi biểu diễn theo truyền thống kéo dài suốt đêm và bao gồm hai phần đầu, sau đó ba phần:
- Lăm tang san (ລໍາທາງສັ້ນ, ลำทางสั้น) - ("hình thức ngắn") chiếm phần lớn thời gian, với các ca sĩ cung cấp gon thơ một vài phút trong chiều dài, thực hiện luân phiên cho khoảng một nửa mỗi giờ một giờ từ tối cho đến khoảng một giờ trước bình minh. Họ sẽ dần dần giả vờ yêu, đôi khi với những lời đùa cợt về tình dục khá rõ ràng.
- Lăm tăng niểu (ລຳທາງຍາວ, ลำทางยาว) - ("dạng dài"), thể hiện sự chia tay của những người yêu nhau được trình diễn chậm rãi và theo nhịp điệu trong khoảng một phần tư giờ.
- Lăm tơi (ລຳເຕີ້ຍ, ลำเต้ย) - được giới thiệu vào giữa thế kỷ 20. Có độ dài tương tự như lăm tăng niểu, nó nhanh và nhẹ nhàng, với các văn bản đo lường được chia thành ba loại: toei thammada ("toei bình thường"), sử dụng văn bản gon bằng tiếng Isan; tơi Phama ("tơi Miến Điện"), sử dụng các văn bản và hình thức miền Trung hoặc miền Bắc Thái Lan; và tơi Khong ("Mekong tơi"), có nguồn gốc từ miền Trung hoặc miền Bắc Thái Lan. Nó sử dụng quy mô tương tự như lam yao.
- Lăm chotkae hay lăm chot (ລຳໂຈດແກ້, ลำโจทย์แก้, IPA: lam tɕoːt gɛː hoặc ລຳໂຈດ ลำโจทย์, IPA: lam tɕoːt) là một biến thể của lăm kon trước đây phổ biến ở vùng Khon Kaen, trong đó các ca sĩ (thường là cả nam giới) hỏi nhau những câu hỏi về các chủ đề kiến thức chung - tôn giáo, địa lý, lịch sử, v.v. - cố gắng bắt kịp đối thủ của họ.
- Mó lam mu (ໝໍລຳໝູ່, หมอลำหมู่) - vở opera dân gian, được phát triển vào giữa thế kỷ 20. Lâm mu về mặt hình ảnh giống với likay miền Trung Thái, nhưng chủ đề (chủ yếu là truyện Jataka) bắt nguồn từ lam rueang (con của lam phuen) và âm nhạc từ lăm tăng niểu. Ban đầu nó nghiêm túc hơn lăm plơn và đòi hỏi những người biểu diễn có tay nghề cao hơn, nhưng vào cuối thế kỷ 20, cả hai đã hội tụ theo một phong cách chịu ảnh hưởng mạnh mẽ từ âm nhạc và vũ điệu đại chúng của Trung Thái và phương Tây. Cả hai đều đã giảm độ nổi tiếng và giờ đã hiếm.
- Mó lam phơn (ໝໍລຳເພີນ, หมอลำเพลิน) - hát giao duyên, do một nhóm biểu diễn. Nó có nguồn gốc cùng thời với lam mu, nhưng sử dụng một sự pha trộn dân dã hơn giữa bài hát và điệu nhảy. Tài liệu bao gồm những câu thơ được hát theo thang âm yao, thường có phần giới thiệu nhịp điệu lời nói.
- Lăm phưn (ລຳພື້ນ, ลำพื้น, IPA: lam pʰɯn) - diễn lại truyền thuyết địa phương hoặc truyện Jataka, thường do một nam ca sĩ đệm đàn. Ở thể loại phụ Lăm ruông (ລຳເຣື່ອງ, ลำเรื่อง), đôi khi do nữ thể hiện, ca sĩ sẽ hóa trang thành các nhân vật khác nhau. Việc trình diễn một câu chuyện hoàn chỉnh có thể kéo dài trong một hoặc hai đêm. Thể loại này hiện nay cực kỳ hiếm và có thể bị tuyệt chủng.

## Phong cách và khu vực
Isan có phong cách khu vực, nhưng đây là phong cách biểu diễn hơn là thể loại riêng biệt. Phong cách quan trọng nhất là Khon Kaen và Ubon, mỗi phong cách lấy gợi ý từ hình thức lam gon thống trị trong khu vực của họ: lam jotgae của Khon Kaen, với vai trò trưng bày và truyền đạt kiến thức trong các lĩnh vực khác nhau, đã dẫn đến một phân phối theo phong cách chặt chẽ, kể lại, trong khi những câu chuyện tình yêu của Ubon quảng bá phong cách chậm rãi và trôi chảy hơn. Vào nửa sau của thế kỷ 20, phong cách Ubon đã thống trị; sự chuyển thể của vật liệu Khon Kaen để bắt chước phong cách Ubon đôi khi được gọi là phong cách Chaiyaphum.
Các phong cách khu vực ở Lào được chia thành các phong cách miền Nam và miền Trung (lăm) và phong cách phía bắc (khắp). Phong cách miền bắc khác biệt hơn vì địa hình của miền bắc Lào đã làm cho việc liên lạc ở đó trở nên đặc biệt khó khăn, trong khi ở miền nam và miền trung Lào việc bón phân chéo dễ dàng hơn nhiều. Các ca sĩ Bắc Lào thường chỉ biểu diễn một phong cách, nhưng những ca sĩ ở miền Nam thường có thể biểu diễn một số phong cách vùng cũng như một số thể loại du nhập từ Isan.
Các phong cách chính của Lào là:
- Lăm Sỉ Than Đôn (tiếng Lào: ລຳສີທັນດອນ, tiếng Thái: ลำสีทันดร) (còn gọi là Lăm Sỉ Pan Đôn) tiếng Lào: ລຳສີພັນດອນ, tiếng Thái: ลำสีพันดอน), đến từ Champassak có kiểu dáng tương tự như lam gon của Ubon. Nó đi kèm với một khèn solo, chơi ở chế độ san, trong khi vocal line chuyển giữa thang âm san và yao. Nhịp điệu của đường âm cũng không xác định, bắt đầu ở nhịp giọng nói và chuyển sang nhịp điệu.
- Lăm Xôm (tiếng Lào: ລຳຊອມ, tiếng Thái: ลําซอม) hiếm khi được biểu diễn và hiện có thể đã tuyệt chủng. Từ Champassak, phong cách là hexatonic (thang lục cung), sử dụng thang điểm yao cộng với tone C, tạo nên thang âm ABCDEG. Nó sử dụng nhịp điệu giọng nói trong giọng hát, với một đoạn đệm hát solo chậm tính bằng mét. Nó tương tự như lam phuen của Isan. Cả Lăm Sôm và Lăm Sỉ Than Đôn đều thiếu hình dạng giảm dần của đường giọng được sử dụng trong các phong cách Nam Lào khác.
- Lăm Khon Sa vặn (tiếng Lào: ລຳຄອນສະຫວັນ, tiếng Thái: ลำคอนสวรรค์, phát âm tiếng Thái: [lam kʰɔːn saʔvan]) từ Savannakhet là một trong những thể loại phổ biến nhất. Nó sử dụng thang âm san, với giọng hát giảm dần trên phần đệm hòa tấu theo hệ đo lường chặt chẽ hơn. Lâm Bản Xốc (ລຳບ້ານຊອກ, ลำบ้านซอก, IPA: lam baːn sɔːk) và Lâm Mahaxay (ລຳມະຫາໄຊ, มหา ไซ, IPA: lam maʔhaːsɑj) về mặt âm nhạc rất giống nhau, nhưng Bản Xốc thường chỉ được biểu diễn trong các dịp nghi lễ trong khi Mahaxay được phân biệt bởi một nốt cao dài trước mỗi lần đi xuống của đường giọng.
- Lăm Phu Thái (ລຳຜູ້ໄທ, ลำผู้ไท, IPA: lam pʰuː tɑj) sử dụng thang âm yao, với giọng hát giảm dần và phần đệm hòa tấu theo mét.
- Lăm Tăng Vải (ລຳຕັງຫວາຍ, ลำตังหวาย) là một bài dân ca của người Tà Ôi cũng như nhóm dân tộc Lào Thơng ở Lào, với phần đệm hòa tấu giảm dần.
- Lăm Saravane (tiếng Lào: ລຳສາລະວັນ; tiếng Thái: ลำสาละวัน, phát âm tiếng Thái: [lam saːlaʔvan]) cũng là người gốc Môn-Khmer, sử dụng thang âm yao. Thanh âm giảm dần theo nhịp lời nói, trong khi đệm khèn và trống tính theo mét.
- Khắp Thum Luang Prabang (ຂັບທຸ້ມຫລວງພະບາງ, ขับทุ้มหลวงพระบาง) có liên quan đến âm nhạc cung đình của Luang Phrabang, nhưng được chuyển thể thành một phong cách dân ca. Ca sĩ và khán giả luân phiên hát các dòng theo một giai điệu nhất định, kèm theo một phần hòa tấu.
- Khắp Xiêng Khoảng (ຂັບຊຽງຂວາງ, ขับเซียงขวาง) còn được gọi là Khắp Phươn (ຂັບ ພວນ, ขับ พวน) sử dụng thang âm yao và thường được các ca sĩ nam hát theo hệ mét và phụ nữ hát không theo hệ đo lường.
- Khắp Ngừm (ຂັບງຶມ, ขับงึม) sử dụng thang âm yao. Nó xen kẽ lời thoại được tuyên bố từ ca sĩ và các đoạn khene không theo giai điệu, với tốc độ đủ chậm để cho phép ngẫu hứng.
- Khắp Sầm Nưa(ຂັບຊຳເໜຶອ, ขับซำเหนือ,) sử dụng thang âm yao. Các ca sĩ được kèm theo một khèn độc tấu, mỗi câu hát kết thúc theo một nhịp.
- Khắp Thái Đen (tiếng Lào: ຂັບໄທດຳ, tiếng Thái: ขับไทดำ, phát âm tiếng Thái: [kʰap tʰɑj đằm])
- Khắp Lự (tiếng Lào: ຂັບໄທລື້, tiếng Thái: ขับไทลี้อ, phát âm tiếng Thái: [Khắp Thay-lừ]): Hát khắp của người Lự, có nguồn gốc từ Tây Song Bản Nạp (Trung Quốc) vào Lào và Thái Lan.

## Các nguồn khác
- Archive of Lao music Lưu trữ ngày 4 tháng 9 năm 2012 tại Wayback Machine
- Laos Cultural Profile (Ministry of Information and Culture/Visiting Arts) Lưu trữ ngày 1 tháng 7 năm 2012 tại Wayback Machine